# TV Excelsior
TV Excelsior foi uma rede de televisão aberta brasileira sediada nas cidades de São Paulo e do Rio de Janeiro, sendo elas, matriz e filial, respectivamente. Pertencia ao Grupo Simonsen de Mário Wallace Simonsen, que também era sócio da extinta companhia aérea Panair do Brasil. Foi inaugurada no dia 9 de julho de 1960 na capital paulista, e no dia 1 de setembro de 1963 na capital fluminense. Devido a vários problemas financeiros e relações conturbadas com o governo militar, a rede foi extinta em 30 de setembro de 1970.

## História

### Antecedentes
Após a eleição presidencial de 1950, Getúlio Vargas iniciou um processo de quebra de hegemonia dos principais meios de comunicações do Brasil. Um dos seus beneficiados foi o radialista Vitor Costa, que, depois de uma carreira vitoriosa na Rádio Nacional do Rio de Janeiro, adquiriu a Rádio Mayrink Veiga, embrião do que futuramente viria a ser as Organizações Victor Costa. No final da década de 1950, o grupo detinha as concessões das rádios Excelsior e Nacional e da TV Paulista em São Paulo, e havia sido autorizado pelo governo de Juscelino Kubitschek a explorar um segundo canal de televisão na cidade, a futura TV Excelsior.
O exportador de café José Luís Moura, que almejava um canal de televisão em sua cidade, Santos associou-se à Vitor Costa. Com a intermediação do jornalista João de Scantimburgo, Moura se aproximou do também empresário cafeicultor santista Mário Wallace Simonsen, que assim como ele, queria uma emissora de televisão, moderna e em formato de rede nacional. Simonsen comprou a parte de Vitor Costa na TV Excelsior e se juntou a Scantimburgo, Moura e o deputado federal Ortiz Monteiro para comandar o novo canal.
A concessão foi adquirida por Cr$ 80 milhões (oitenta milhões de cruzeiros), valor extremamente elevado para época. Além da concessão, foi adquirido também um pequeno lote de equipamentos, dentre os quais figuravam algumas câmeras, uma torre e um transmissor. O sistema de transmissão foi instalado na esquina da rua da Consolação com a avenida Paulista; os estúdios, na avenida Adolfo Pinheiro; as áreas comercial e administrativa, na região do centro da cidade.

### Inauguração (1960)
A TV Excelsior foi inaugurada em 9 de julho de 1960, em cerimônia realizada no Teatro Paulo Eiró, no bairro paulistano de Santo Amaro, que contou com a presença do então governador de São Paulo, Carvalho Pinto e diretores da emissora, após o qual seguiu-se um show com diversos artistas, entre os quais o balé do Teatro Municipal do Rio de Janeiro.
Foi idealizada com uma programação centrada em jornalismo, séries e filmes estrangeiros. Concorria com a TV Tupi e a TV Cultura, então pertencentes ao empresário Assis Chateaubriand, que comandava o complexo dos Diários Associados; com a TV Paulista, das Organizações Victor Costa; e com a TV Record da família de Paulo Machado de Carvalho. Distinguia-se de suas concorrentes pela pontualidade nos horários da programação. Seu primeiro diretor artístico foi Álvaro de Moya, com o auxílio de Manoel Carlos e Abelardo Figueiredo.
Posteriormente a recém-inaugurada emissora alugou o Teatro Cultura Artística, na Rua Nestor Pestana, em São Paulo, conseguindo assim estúdios e auditórios respeitáveis. Com o novo espaço, vieram novas atrações, entre elas programas humorísticos, de auditório e musicais, como o Brasil 60 em 1960 com Bibi Ferreira (que nos anos subsequentes as versões Brasil 61, 62 e 63). A Excelsior foi a primeira televisão brasileira a se utilizar tanto da programação horizontal, na qual a mesma atração é exibida no mesmo horário todos os dias, como da programação vertical, na atração que sucede a anterior visa manter o público desta por afinidade de conteúdo. Com apenas seis meses de operação, a emissora se tornou líder de audiência na cidade de São Paulo.
Em 1962, a Excelsior iniciou a construção de um grande estúdio no bairro de Vila Guilherme na Rua Dona Santa Veloso, 575. Este estúdio foi inaugurado em agosto de 1967, e possuía os equipamentos mais modernos da época. Após o encerramento da Excelsior, esse mesmo local abrigou a sede do SBT entre os anos de 1981 a 1996, e, a partir de 2002, se tornou sede da Igreja Bíblica da Paz.
Foi em 1962 que se tornou a primeira emissora no país a tentar transmitir em cores. O sistema utilizado foi o NTSC americano e o primeiro programa em cores foi o Moacyr Franco Show, de Moacyr Franco. A TV Tupi somente transmitiria em cores em 1964, quando começou a transmitir o seriado Bonanza aos sábados. A TV Record também começaria a transmitir em cores a partir do seriado Bonanza. O Sistema NTSC não decolou no Brasil, pois os receptores em cores eram muito caros. A primeira transmissão oficial, já com o sistema Germano-Brasileiro PAL-M, foi realizada pela TV Record e TV Rio, em parceria com a Rede Globo, TV Tupi e TV Bandeirantes, a partir da TV Difusora de Porto Alegre, em 1972, com a Festa da Uva de Caxias do Sul.
Em 1963, comprou a concessão do canal 2 VHF do Rio de Janeiro, até então pertencente à Rádio Mayrink Veiga, que nunca desenvolveu sua estação de TV. E assim, a Excelsior começa a implantar o conceito de rede de televisão no Brasil, uma vez que a TV Tupi São Paulo encarava sua co-irmã homônima do Rio como concorrente. A TV Excelsior Rio de Janeiro entrou no ar em 2 de setembro de 1963, com o programa O Rio é o Show com apresentação da atriz Maria Fernanda e a presença de vários cantores da época como, por exemplo, Jorge Ben Jor (na época seu nome era Jorge Ben), Booker Pittman e sua filha Eliana Pittman, Sílvio César, Miltinho, Os Cariocas e outros artistas. Foi no auditório da TV Excelsior do Rio, onde antes era o Cine Astória, em Ipanema que produziu-se vários programas humorísticos por excelência, como o legendário Times Square, A Cidade Se Diverte, Gira o Mundo Gira (com Chico Anysio), My Fair Show, Vovo Deville com artistas como Walter D'Ávila, Ema D'Ávila, Dorinha Duval, Waldir Maia, Lilian Fernandes, Annik Malvil, Myriam Pérsia, Castrinho, Hugo Brando, Geraldo Barbosa, Roberto Guilherme, Marinalva, Hamilton Ferreira, Ary Leite, Jaime Filho, Paulo Celestino, Flávio Cavalcanti, Daniel Filho, Zellia Hoffman, Iza Rodrigues, Aizita Nascimento e vários outros comediantes famosos da época.
A TV Excelsior do Rio foi também responsável por vários programas de esportes como: Telecatch Vulcan, com Ted Boy Marino, Verdugo e Mongol; Dois no Ring e jogos de futebol transmitidos do Maracanã em vídeo-tape no próprio caminhão da emissora, antes de terminar o segundo tempo (nos anos sessenta, as emissoras de televisão eram proibidas de transmitir jogos locais ao vivo). Foi na TV Excelsior do Rio que grandes cantores como Elis Regina e Gilberto Gil iniciaram a carreira através de programas como Show Dois na Bossa e O Brasil Canta no Rio. A TV Excelsior do Rio inovou no telejornalismo ao lançar o noticioso Jornal de Vanguarda, criado pelo jornalista Fernando Barbosa Lima, que trazia vários locutores e comentaristas em uma linguagem leve e coloquial. A TV Excelsior do Rio também exibiu séries famosas como: Jornada nas Estrelas, Dr. Kildare, Casey Jones, Missão Impossível e outras mais. A Excelsior usava da tecnologia do vídeo tape, novidade da época, para distribuir programas que eram exibidos na mesma hora pelas várias TVs afiliadas. Além da Excelsior do Rio de Janeiro, vieram se juntar a TV Vila Rica (Belo Horizonte), TV Gaúcha (Porto Alegre), e TV Nacional (Brasília), entre outras.
A TV Excelsior também foi pioneira na utilização de jingles musicais para anunciar a próxima atração, previsão do tempo e a hora certa. A emissora foi a primeira a ter um logotipo: dois círculos e uma circunferência que formavam um triângulo voltado para baixo. Suas mascotes eram duas crianças, chamadas de Ritinha e Paulinho (utilizados mais tarde pela Band após o fim da Excelsior), que protagonizaram diversas vinhetas.
Criação do humorístico Didi e Dedé
Didi e Dedé foi o primeiro programa humorístico da dupla Didi e Dedé, exibido pela TV Excelsior entre 1964 e 1965.
Esse foi o início, e o salto para um sucesso que acabou atravessando gerações da dupla protagonizada por Renato Aragão e Dedé Santana. Nessa época áurea, os cacos e improvisações de diversos quadros, como esquetes, já eram exibidos. Os programas não tinham cortes, nem censuras.
Dedé era o ator escada para Didi, ou seja, que prepara a graça, para o companheiro também rir. Esse foi o início de uma grande amizade da dupla que, mais tarde, se juntaria ao Wanderley Cardoso, Ivon Cury, Ted Boy Marino, depois Mussum e Zacarias e formar Os Trapalhões, que no início era chamado de Os Adoráveis Trapalhões em 1966. Nos anos 1970, na TV Record, o nome já era outro, Os Insociáveis. Ainda nos anos 1970, na Rede Tupi e Rede Globo, o programa ganhou o novo nome de Os Trapalhões.
O programa foi transmitido no horário noturno, na TV Excelsior, com mais de uma hora de duração. Devido ao sucesso do programa contínuo, Renato e Dedé lançam os primeiros filmes campeões de bilheteria, o longa-metragem "Na Onda do Iê-iê-iê" e "A Pedra do Tesouro", ambos exibidos no mesmo ano.

### Perseguição militar e censura (1964-1968)
A partir de 1964, a Excelsior começou a passar por inúmeros problemas causados pela pressão da ditadura militar, que a forçou a tirar programas do ar, os quais traziam renda à emissora, junto com a Panair do Brasil, empresa da qual Mário Wallace Simonsen era sócio. As intervenções dos militares às empresas do grupo Simonsen deveram-se ao fato do empresário ter apoiado o presidente democraticamente eleito João Goulart, que sofreu um golpe de Estado em 1964, dando início à intervenção militar no Brasil.
Mário Wallace Simonsen era um liberal-democrata que se colocava na defesa da liberdade de expressão e da legalidade. Formado na tradição inglesa, acreditava no poder da constitucionalidade. Isso também influenciou o telejornalismo da Excelsior, que não era imparcial em suas notícias.
A censura imposta à imprensa, no caso da Excelsior, era exposta ao público: seus diretores não reeditavam vários programas que tinham partes vetadas pela censura, e, às vezes, exibiam, no lugar das partes censuradas, os seus mascotinhos com as bocas e os ouvidos tapados, com a legenda "CENSURADO", contrariando as ordens de censura.

### Crise no Grupo Simonsen e venda da emissora (1969-1970)
A Rede Excelsior era conhecida e aclamada pela sofisticação em sua programação, o que fez com que a emissora se diferenciasse das demais, e conquistou um público fiel à sua programação. No entanto, a emissora entrou em várias crises por conta de golpes, má-administração, impostos, e perda de investimentos em programas por conta da censura. Apesar da crise no Grupo Simonsen, a Excelsior tornava a gastar mais dinheiro em sua programação, o que fez com que a emissora afundasse em dívidas.
Nesta época, vários empreendimentos do grupo foram extintos, restando apenas duas empresas: a própria Excelsior e o Banco Noroeste. A solução encontrada para evitar a falência da Excelsior foi vender a maioria das ações da emissora para os proprietários do antigo jornal Folha da Manhã, que era uma espécie de embrião da Folha de S.Paulo. Porém, a venda da emissora não durou muito tempo, e Wallace Simonsen Neto, filho de Mário Wallace Simonsen (falecido em 1965 após o fim da Panair), adquiriu novamente a Rede Excelsior de Televisão por completo, mesmo não estando mais no Brasil, exceto as suas instalações, que continuaram pertencendo ao jornal Folha da Manhã. As mesmas foram vendidas anos mais tarde ao empresário Silvio Santos que abrigou o SBT.
A Excelsior então, passou a pagar um aluguel ao jornal para continuar exercendo as suas atividades em sua sede que se localizavam na Vila Guilherme.
Após um longo período, o empresário Celso Rocha Miranda perdeu as concessões de voo da Panair dois anos depois. E cerca de cinco dias depois, a Panair "falia", por ato emitido pelo governo militar brasileiro. Nesta época, a Excelsior era um nome que não podia ser dito no governo militar, pois ela estava perseguida, endividada e abandonada. Em menos de um ano, dois incêndios atingiram a emissora, ambos na Vila Guilherme: o primeiro foi em agosto de 1969, de pequeno porte, destruindo apenas um pequeno cenário. O segundo foi em julho de 1970, que destruiu quase todos os estúdios e boa parte do acervo de imagens. Este último incêndio contribuiu para o fim definitivo da Excelsior.
No final do ano anterior, a emissora perdia mais dinheiro e se encontrava na decadência. A partir daí, ela só teve mais problemas com o governo militar: perdeu cerca de 170 milhões de Cruzeiros só em impostos e outras dívidas.[carece de fontes?]

### Falência e extinção
No início de 1970, a Excelsior estava completamente esgotada, sem patrocinadores, e com vários problemas internos que não se limitavam apenas às dívidas.
Seu proprietário, Wallace Simonsen Neto, herdeiro de Mário Wallace Simonsen, não estava no Brasil e não administrava mais a emissora, mesmo sendo dono dela. Também os funcionários não aceitavam que a emissora fosse vendida mais uma vez para outro grupo.
Para eliminar de vez a emissora, foi estipulado um prazo que iria expirar na data limite de 15 de setembro de 1970 para obrigar a Excelsior a "acertar as contas" com o governo Médici, ou seja, pagar no mínimo metade de tudo o que devia. Porém, passado a data, a emissora não honrou nenhuma de suas dívidas junto ao governo.
Sendo assim, no dia 30 de setembro de 1970, a TV Excelsior ia ao ar pela última vez. No fim de tarde, por volta das 18h40, Ferreira Neto interrompe a transmissão do seriado humorístico Adélia e Suas Trapalhadas e anuncia aos telespectadores que o Governo Federal decretou o fim da Excelsior. Naquele momento, na central da emissora, estavam alguns técnicos dos órgãos fiscalizadores DENTEL e Contel, que lacraram as antenas de transmissão, tirando, assim, a emissora do ar, já que as concessões dos dois canais da rede (São Paulo e Rio) tinham sido cassadas pelo presidente Médici  em 28 de setembro daquele ano.
Em 16 de outubro de 1970, duas semanas após o fechamento da emissora, a Justiça decretou a falência da Televisão Excelsior S. A.

### Recuperação judicial
Treze anos depois do canal 9 paulistano ficar fora do ar, Adolpho Bloch da Editora Bloch ganha a concorrência aberta pelo Governo Militar com a falência da TV Tupi, incluindo também a concessão da Excelsior. Era o começo da Rede Manchete, emissora com padrão diferenciado da Excelsior.
Cinco anos depois do canal 2 do Rio sair do ar, o Governo Militar ganha a própria concorrência para transmissão de uma emissora educativa, a TVE Brasil, que imediatamente se associa com a TV Nacional e a TVE Maranhão, e 19 anos mais tarde, com a TV Cultura e outras emissoras públicas. Hoje, o canal 2 abriga a matriz da TV Brasil. Coincidentemente, a TV Nacional de Brasília também era afiliada a Excelsior. Tanto a antiga TVE, quanto a TV Brasil, também eram emissoras de padrão diferenciado da Excelsior, por operarem uma programação voltada à cultura, à educação e ao serviço público.
Em 1972, Silvio Santos alugou os antigos estúdios da Vila Guilherme, que foram comprados definitivamente em 1976, passando a servir à recém-inaugurada TVS Rio de Janeiro, e entre 1981 e 1998 ao SBT. Atualmente, funciona no local a Igreja Bíblica da Paz.